# Gynoplistia (Cerozodia) laticosta
Gynoplistia (Cerozodia) laticosta is een tweevleugelige uit de familie steltmuggen (Limoniidae). De soort komt voor in het Australaziatisch gebied.